# Antonio Sastre
Antonio Sastre (ur. 27 kwietnia 1911, zm. 23 listopada 1987) – piłkarz argentyński noszący przydomek Cuila, początkowo napastnik, później pomocnik.
Urodzony w Lomas de Zamora Sastre w piłkę zaczął grać w mieście Avellaneda - w miejscowym klubie o nazwie Progresista, mającym siedzibę w dzielnicy La Mosca. W klubie CA Independiente Sastre zaczął grać w 1931 roku. Jako gracz klubu Independiente wziął udział w turnieju Copa América 1935, gdzie Argentyna została wicemistrzem Ameryki Południowej. Sastre zagrał we wszystkich trzech meczach – z Chile, Peru i Urugwajem.
Następnie wziął udział w turnieju Copa América 1937, gdzie Argentyna zdobyła mistrzostwo Ameryki Południowej. Sastre zagrał we wszystkich sześciu meczach – z Chile, Paragwajem, Peru, Urugwajem, Brazylią i decydującym o mistrzostwie barażu z Brazylią. W meczu przeciwko Peru urugwajski sędzia Aníbal Tejada w 84 minucie wyrzucił go z boiska. Ponieważ na boisko wszedł za niego Héctor Blotto, Peruwiańczycy wnieśli protest, który CONMEBOL odrzuciła.
W latach 1938 i 1939 Sastre razem z Independiente zdobył dwa razy z rzędu tytuł mistrza Argentyny.
Wciąż jako piłkarz klubu Independiente wziął udział w turnieju Copa América 1941, gdzie Argentyna ponownie zdobyła mistrzostwo Ameryki Południowej. Sastre zagrał we wszystkich czterech meczach – z Peru, Ekwadorem, Urugwajem (zdobył zwycięską bramkę) i Chile.
W Independiente Sastre grał do 1942 roku, po czym przeniósł się do Brazylii, gdzie od 1 kwietnia 1943 roku do 18 grudnia 1946 roku występował w barwach drużyny São Paulo FC. Razem z São Paulo zdobył trzy tytuły mistrza stanu São Paulo – w 1943, 1944 i 1946. W 1947 roku wrócił do Argentyny, by grać w drugoligowym wówczas klubie Gimnasia y Esgrima La Plata, któremu pomógł awansować do pierwszej ligi. Karierę zakończył w 1954 roku w klubie Argentino Marcos Juárez.
W latach 1933–1945 Sastre rozegrał w reprezentacji Argentyny 36 meczów i zdobył 6 bramek.
Sastre dorobił się opinii piłkarza uniwersalnego, często określanego mianem mas completo. Choć początkowo zaczynał jako napastnik, tak naprawdę potrafił grać na każdej pozycji. Nierzadko cofał się do obrony i skutecznie powstrzymywał ataki rywali. Zaliczany jest do grona najlepszych strategów w historii argentyńskiej piłki nożnej.